# Suite française – Melodie der Liebe
Suite française – Melodie der Liebe (Originaltitel: Suite française) ist ein Kriegsdrama von Regisseur Saul Dibb. Die britisch-französisch-belgische Koproduktion spielt in Frankreich zur Zeit des Zweiten Weltkriegs und basiert auf dem unvollendeten gleichnamigen Roman von Irène Némirovsky.

## Handlung
Während der deutschen Besetzung Frankreichs im Mai/Juni 1940 flüchten viele Menschen aus Paris in die ländliche Umgebung. Als ein deutsches Regiment im Dorf der jungen Lucile Angellier, deren Mann an der Front kämpft, stationiert wird, wird der Offizier Bruno von Falk in ihrem Hause, in dem sie zusammen mit ihrer Schwiegermutter lebt, einquartiert. Der ungebetene Gast entpuppt sich wider Erwarten als feinsinniger Mann mit Manieren und musikalischem Interesse. Erst durch sein Klavierspiel taut die unglücklich verheiratete Lucile auf und begreift den Menschen hinter dem verhassten Soldaten. So wird aus der anfänglichen Feindschaft nach und nach eine heimliche tiefe Verbindung. Vor den Besatzern versteckt Lucile den Nachbarn Benoît Labarie, der einen deutschen Offizier getötet hat, als dieser ihn wegen Waffenbesitzes festnehmen wollte. Ausgerechnet Bruno von Falk, mit dem sie mittlerweile eine beginnende Liebesbeziehung verbindet, ist es, der das Suchkommando samt Strafaktionen befehligt. Bleibt die Suche innerhalb von 48 Stunden erfolglos, soll an Labaries Stelle der Bürgermeister, der Viscount de Montmort, hingerichtet werden. Von Falk ahnt zwar das Versteck, lässt jedoch das Suchkommando vorüberziehen. Die Suche nach Labarie bleibt erfolglos, und Montfort wird hingerichtet. Als er nach den Schüssen des Erschießungspelotons noch schwache Lebenszeichen von sich gibt, gibt ihm Von Falk mit seiner Pistole den Gnadenschuss.
Lucile Angellier kann sich mit Hilfe ihres Liebhabers einen Passierschein nach Paris beschaffen und bricht mit Labarie im Kofferraum, der sich der Resistance anschließen will, nach Paris auf. Sie wird an einem Straßenposten gestoppt, aus dem Kofferraum schießt Labarie, tötet die deutschen Soldaten und wird selbst schwer verletzt. Der eintreffende Bruno von Falk hilft, den verwundeten Labarie wieder in das Auto zu hieven und lässt die beiden davonfahren. Lucile und Bruno sehen sich nie wieder. 
Lucile bringt Benoit zu einem Bauernhaus und eine Woche später erreichen die beiden Paris. Die folgenden Jahre bis Frankreich frei und der Krieg vorbei ist, versucht Lucile die Menschen, die sie liebt, zu vergessen. Doch die Musik bringt sie immer wieder zurück zu ihrem Liebhaber, Bruno von Falk. Nach dem Krieg hört sie, dass dieser an der Ostfront gestorben sei. Lucile glaubt auf der anderen Seite jedoch, dass er vielleicht auch nur untergetaucht ist. 

## Hintergrund

### Romanvorlage
Ursprünglich als fünfteilige Romanfolge von der Autorin Irène Némirovsky geplant, konnten von Suite française nur zwei Bände („Sturm im Juni“ und „Dolce“) fertiggestellt werden. Von den restlichen drei Bänden sind nur Skizzierungen des weiteren Handlungsverlaufs vorhanden, da die Autorin im Juli 1942 festgenommen und nach Auschwitz deportiert wurde, wo sie am 17. August 1942 an Typhus starb.

### Produktion
Universal Studios hatte bereits 2006 die Filmrechte für den Stoff erworben und den Drehbuchautor Ronald Harwood mit der Umsetzung des Skripts betraut. Als 2007 jedoch TF1 Droits Audiovisuels die Rechte erwarb, verfassten Saul Dibb und Matt Charman das Drehbuch.
Die Produktion begann im Februar 2013, die Dreharbeiten im Juni desselben Jahres. Als Produktionsfirmen waren Alliance Films, Qwerty Films, Scope Pictures und TF1 Films Production beteiligt. Das Budget wurde auf 15 Mio. Euro geschätzt.
Drehorte waren die Gemeinde Marville im Département Meuse und die Lothringer Gemeinde Lorrainen in Frankreich sowie die Provinz Hennegau und Virton in Belgien, die beide zur Wallonie gehören.

### Veröffentlichung
Am 5. November 2014 fand vor Vertretern der Filmindustrie beim American Film Market im kalifornischen Santa Monica eine Vorführung statt. Filmstart in den meisten europäischen Kinos war zwischen März und Mai 2015. In Deutschland kam der Film am 14. Januar 2016 in die Kinos.